# Transsudation
La transsudation est l'action qui caractérise le passage d'un liquide à travers la paroi de son contenant,,. Il en est ainsi de l'eau fraîche qui transsude d'un vase en terre par forte chaleur, on pourrait aussi dire dans ce cas que le vase transpire car l'étymologie de transsuder fait appel au latin trans (à travers) et sudare (suer).
Le terme de transsudation est utilisé en physiologie et en médecine pour décrire le passage d'un liquide corporel à travers une membrane, une muqueuse ou la peau. Le liquide produit, différent de celui d'origine est un transsudat. Ce phénomène peut être normal (domaine de la physiologie) produisant un transsudat nécessaire aux échanges entre tissus ou à la lubrification des muqueuses, ou anormal (domaine de la médecine) résultant généralement d'une pression trop élevée dans des vaisseaux ou organes (cas de l'ascite).
Le plus important transsudat physiologique est la lymphe obtenue par passage à travers la paroi vasculaire intacte des capillaires du liquide plasmatique normal et de globules blancs, vers les espaces interstitiels. On parle alors de liquide interstitiel baignant les cellules des tissus à nourrir. Ce transsudat-type est un liquide contenant très peu de protéines, produit à partir d'un liquide non inflammatoire au niveau de surfaces non enflammées. Il baigne les cellules, avec lesquelles se produisent des échanges de nutriments contre des déchets de l'activité cellulaire.
La peau, les séreuses, les muqueuses, et les parois des vaisseaux sanguins peuvent transsuder.
En pathologie, l'extravasation dans le tissu conjonctif lâche ou dans une cavité préformée (séreuse), d'un liquide pauvre en protéines, est la conséquence d'un déséquilibre entre pression hydrostatique et pression osmotique intra et extravasculaire. C'est un transsudat qui est à l'origine de l'œdème aigu du poumon, de certains épanchements pleuraux non inflammatoires, de certaines ascites, d'otites séro-muqueuses, ou d'œdème des membres inférieurs.
La transsudation cadavérique est la production d'un liquide qui passe à travers les tissus après la mort.

## Transsudat et exsudat
Un transsudat n'est jamais inflammatoire, ni originaire d'un fluide enflammé, contrairement à un exsudat. Ce dernier est de ce fait beaucoup plus riche en protéines.